# 瘤果茴芹
瘤果茴芹（学名：Pimpinella tonkinensis）是伞形科茴芹属的植物。分布在越南以及中国大陆的云南等地，生长于海拔2,000米至2,200米的地区，多生在山坡林下，目前尚未由人工引种栽培。
种加名 tonkinensis 意为越南“东京的”。